# GIUK-átjáró

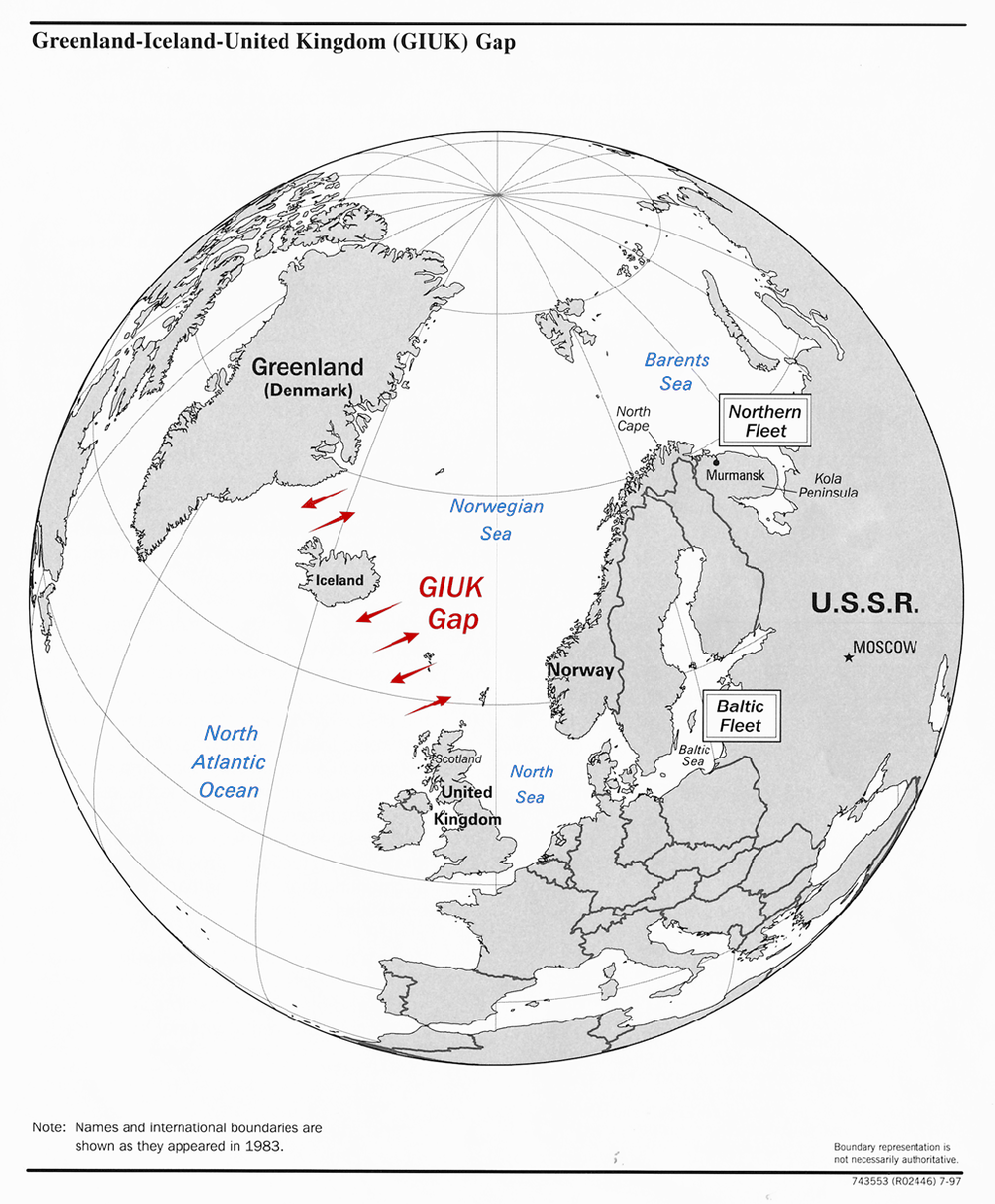
A GIUK-átjáró

A GIUK-átjáró az északi Atlanti-óceán egyik, haditengerészeti szempontból rendkívül fontos átjárója. Nevét elhelyezkedéséről kapta, mivel Grönland, Izland és az Egyesült Királyság (angolul "G-I-UK") között fekszik. Általában hadtudományokkal kapcsolatos témáknál használják.

## Fontossága a Brit Királyi Haditengerészet számára
A GIUK-átjáró kifejezetten fontos szereppel bír a Brit Királyi Haditengerészet számára, mivel egy Észak-Európából az Atlanti-óceánra kitörni szándékozó haderőnek vagy a La Manche-csatornán, vagy pedig Izland valamelyik oldala mellett kell áthaladnia. Azon tény figyelembe vételével, hogy a Royal Navy Gibraltárról ellenőrzése alatt tudja tartani a Földközi-tengerre vezető tengeri utakat, Spanyolország, Franciaország és Portugália kivételével egy európai ország sem tudja tengeri erőit az Atlanti-óceánra juttatni anélkül, hogy a brit haditengerészetbe ne ütközne.

## Története
A legújabb korban a GIUK-átjáró járőrözése és felügyelete fontos szerepet játszott az érintett országok haditengerészeti stratégiáinak kialakításában.

### Második világháború

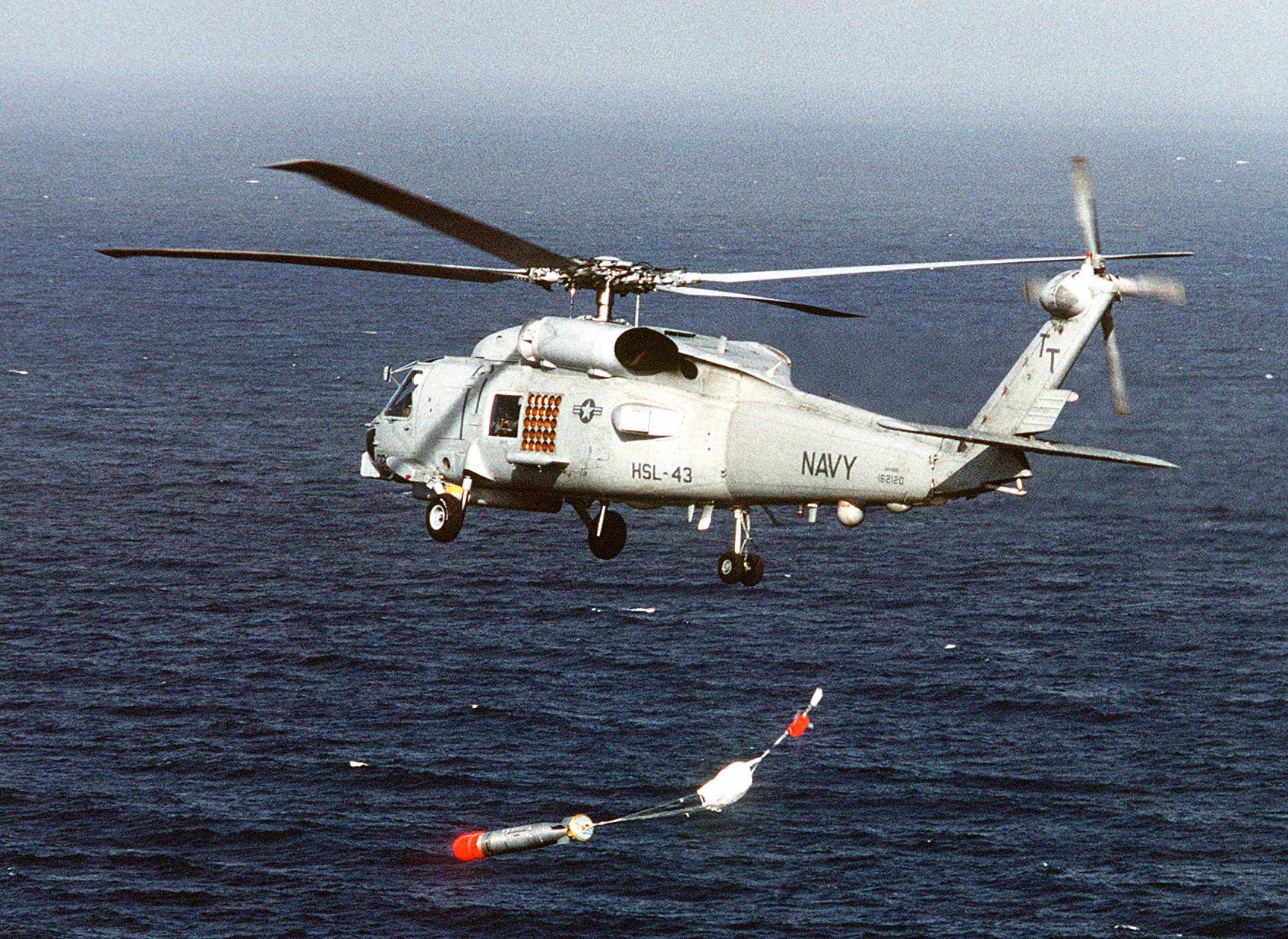
Egy SH–60 Seahawk tengeralattjáró-elhárító helikopter Mark 46 típusú torpedót indít

A második világháború során a GIUK-átjárón számos észak-németországi és norvégiai bázisról indult hadihajó próbált áttörni, hogy azután a Nagy-Britanniát ellátó atlanti konvojokat támadhassák, ám ezek az áttörési kísérletek általában kudarccal végződtek. Franciaország elestével a németek páratlan előnyhöz jutottak, mivel így a francia partoknál alakíthattak ki tengeralattjáró-támaszpontokat. 1940. és 1942. között a RAF bombázói számára egyedül a Grönlandot és Izlandot elválasztó Dánia-szoros volt túl messze, így ezen a területen számos haditengerészeti összecsapás történt.
A GIUK-átjárót néha GIUK-résnek is nevezik – ennek eredete az „rés”, amely kívül esett a szövetségesek szárazföldi indítású bombázóinak hatókörén, ezért ebben a résben nem tudtak tengeralattjáró-elhárítást végezni. Ezt a rést 1943-ban a hosszabb hatósugarú bombázók megjelenése bezárta – ilyen bombázó volt például a Short Sunderland és a B–24 Liberator. Ezzel az atlanti-óceáni tengeralattjárók számára gyakorlatilag nem volt lefedetlen terület.

### Hidegháború
A GIUK-átjáró az 1950-es években újra a haditengerészeti stratégiák középpontjába került, mivel csak ezen az egy átjárón juthattak ki a szovjet tengeralattjárók a Kola-félszigeti bázisaikról az Atlanti-óceánra. A kitüntetett figyelem oka az volt, hogy amennyiben a hidegháború esetleg "felforrósodott", akkor az európai hadseregeket ellátó amerikai konvojok elfogadhatatlan veszteségeket szenvednének a szovjet tengeralattjáróktól, amennyiben azokat nem sikerült a GIUK-résnél feltartóztatni. Az Egyesült Államok és az Egyesült Királyság a második világháború utáni korszak haditengerészeti stratégiáját a GIUK-rés blokádja köré építette, és létrehozták a SOSUS (Sound Surveillance System) tengeralatti mikrofon-hálózatot.
A Brit Királyi Haditengerészet, a nukleáris elrettentő-csapásmérő egységeit kivéve, gyakorlatilag tengeralattjáró-elhárító haditengerészetté szakosodott. Az Invincible-osztályú helikopter-hordozó kifejlesztése ezt a doktrínát tükrözi, mivel elsődleges küldetése a Sea King tengeralattjáró-elhárító helikopterek szállítása és bevetése volt. A Type 23 fregattot eredetileg kifejezetten tengeralattjáró-elhárító szerepre tervezték, és csak a Falkland-szigeteki háborút követően kapott más jellegű feladatokat is.
A nyugati szövetségesekkel megegyezően a GIUK-átjáró a Szovjetunió számára is kiemelt fontosságot képviselt. Tu–142 járőrgépekkel, hajókkal és tengeralattjárókkal készültek arra az esetre, ha a NATO katonai egységei a Szovjetunió felé tartanának, különös tekintettel, ha repülőgép-hordozók is voltak a csoportosításban.